# Lukács Máté
Lukács Máté (Miskolc, 1979) a legsikeresebb magyar férfimodellek egyike.

## Élete
Édesanyja Maráczi Mária mesterkozmetikus, édesapja Lukács Sándor színész. Budapesten született. Tizennyolc éves korában lett férfimodell.
Címlapokon, egyéb fotókon szerepel. A legsikeresebb magyar manökenek egyike; Ázsiában és Dél-Afrikában is dolgozott. Divatbemutatókon rendszeresen szerepel, a legnagyobb divatházak kifutóin lépett fel, de Magyarországon is, például a GRIFF Collection egyik MOM Park divatbemutatóján.
Reklámfilmek szereplője, reklámarc is lett. A Douwe Egberts Omnia kávéreklámjában is látható volt, vagy a Spirit Wellness Hotel Sárvár vízmasszázsreklámjában.